# Oma (Japan)
Oma (Japans: 大間町, Ōma-machi) is een gemeente in het district Shimokita van de Japanse prefectuur Aomori. Op 31 oktober 2012 had de gemeente 6139 inwoners. De bevolkingsdichtheid bedroeg 119 inwoners/km². De oppervlakte van de gemeente is 52,06 km².

## Geschiedenis
Oma ontstond in 1889 uit een fusie van het gehucht Ōma en het gehucht Okudo onder de naam Ōoku-mura. Op 3 november 1942 werd het een gemeente (machi) onder de naam Ōma.

## Vervoer
Oma ligt aan de  autowegen 279 en 388.

## Externe link

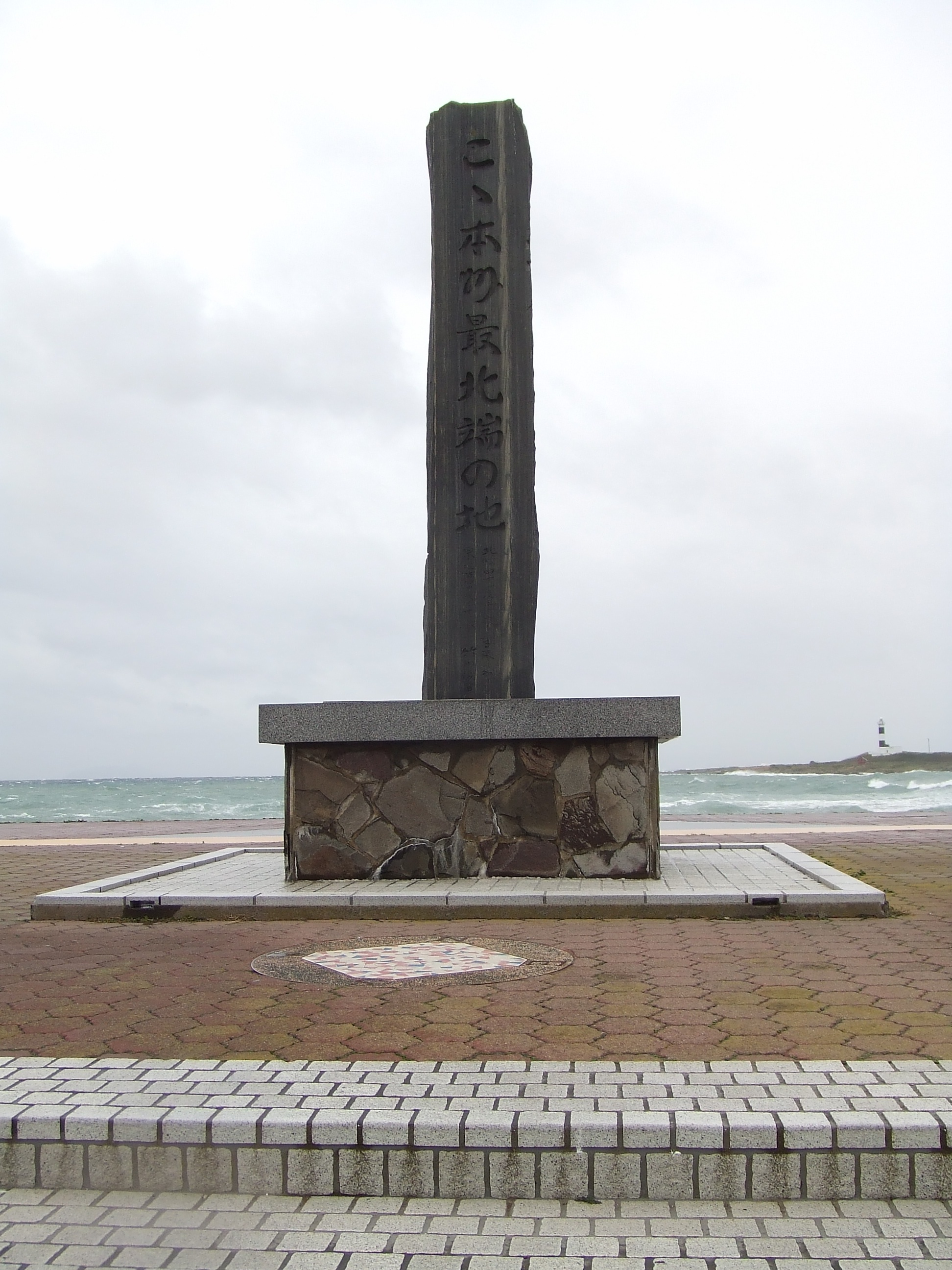
Het noordelijkste punt van Honshu bevindt zich in Oma

## Partnersteden
Ōma heeft een stedenband met
- Hakodate (Japan)
- Huwei (Taiwan)

## Aangrenzende gemeenten of steden
- Mutsu
- Sai
- Kazamaura